# Lijst van Pseudoxenodontinae
Onderstaand een lijst van alle soorten toornslangachtigen uit de familie Pseudoxenodontinae. Er zijn tien verschillende soorten die verdeeld zijn in twee geslachten. De lijst is gebaseerd op de Reptile Database.
- Soort Plagiopholis blakewayi
- Soort Plagiopholis delacouri
- Soort Plagiopholis nuchalis
- Soort Plagiopholis styani
- Soort Pseudoxenodon bambusicola
- Soort Pseudoxenodon baramensis
- Soort Pseudoxenodon inornatus
- Soort Pseudoxenodon karlschmidti
- Soort Pseudoxenodon macrops
- Soort Pseudoxenodon stejnegeri